# Profilage
Profilage és una sèrie de televisió francesa de detectius, creada per Fanny Robert i Sophie Lebarbier i emesa a TF1 des del 23 d'abril de 2009; a Bèlgica s'emet a RTBF des del 25 de maig de 2013. Després de 10 temporades i 102 episodis, la sèrie va finalitzar el 27 d'agost de 2020.
La sèrie relata les investigacions de tres psicòlegs especialitzats en criminologia. Les seves experiències i les seves excepcionals sensibilitats els permeten desxifrar l'estat d'ànim dels assassins i també de les víctimes, permetent així als investigadors de la 3a divisió de la policia judicial (DPJ) de París resoldre els casos més inquietants.

## Repartiment

### Personatges principals
| - Philippe Bas: comandant Thomas Rocher (temporades 3-10) - Raphaël Ferret: tinent després capità Hyppolite de Courtène (temporades 1 a 10) - Julia Piaton: Jessica Kancel, germana de Fred (temporades 4 i 5); després reemplaçada per l'actriu Diane Dassigny - Diane Dassigny: Jessica Kancel, germana de Fred; assistent administrativa (temporades 7 a 8) i després tinent (temporades 9-10) - Tamara Marthe: Élisa Bergman, psicocriminòloga (temporada principal 10) - Guy Lecluyse: comissari Jacques Bérault (recurrent llavors temporada principal 10) - Didier Ferrari: patòleg forense, "Le Doc" (temporada 1) - Guillaume de Tonquédec: patòloga forense, "La Doc" (temporada 2) - Valérie Dashwood: Bérénice, patòloga forense, coneguda com "La Doc" (temporades 3 a 10) - Laurence Cormerais: Delphine Pérac, dona de Matthieu (temporada 1 i 2 recurrents) - Clémentine Poidatz: Élisa Tardy, germana de Thomas (temporada recurrent 5) - Marie Kremer: Louise Drancourt, falsa germana de Chloé (temporada recurrent 2, temporada convidada 5) | - Odile Vuillemin: Chloé Saint-Laurent, psicocriminòloga (temporades 1 a 6, temporada convidada 7) - Juliette Roudet: Adèle Delettre, psicocriminòloga (temporada convidada 4 i 6, temporada 5 recurrent, temporades principals de la 7 a la 9) - Nilusi Nissanka: Olivia Lathis, estudiant participant a les classes de criminologia de l'Adèle i en pràctiques amb Élisa (temporades 9 i 10 recurrents) - Jean-Michel Martial: comissari Grégoire Lamarck (temporades 1 a 9, temporada recurrent 10) - Guillaume Cramoisan: comandant Matthieu Pérac (temporades 1 i 2) - Vanessa Valence: Tinent Frédérique "Fred" Kancel (de Courtène) (temporades 1 a 5, temporada convidada 6) - Sophie de Fürst: tinent després capitana Emma Tomasi, filla de Fred (temporades 6 a 7, temporada recurrent 8, temporada convidada 9) - Hugo Hamdad: Tinent Xavier Prévost (temporada 8 recurrent, 2 episodis) - Benjamin Baroche: comandant Antoine Garrel / Alban Skella (temporades recurrents 3, 4 i 6, temporada convidada 7) - Josée Drevon: Viviane Mercadet, arxivera (temporades recurrents 6 i 7) |

### Personatges recurrents
| - Jacques Fontanel: Doctor Jost, psiquiatre i company de Chloé (temporada 1 i 2 recurrents) - Frédérique Bel: Barbara Cluzel, advocada en guerra contra Thomas (temporada recurrent 3) - Laurent Hennequin: jutge Alexandre Hoffman (temporades recurrents 3 i 4) - Nicolas Moreau: Paul Monti, el pare de Lili (temporada recurrent 4) - Nozha Khouadra: Sarah, d'IGS (temporada recurrent 4) - Sabine Pakora: mainadera (temporada convidada 5) - Michaël Vander-Meiren: Michaël, veí de Chloé (temporada recurrent 5) - Ron Reznik: Vincent Delahaye, líder empresarial ric (temporada 5 recurrent) | - Éric Berger: Tobias Roze / pres Wolker, assassí en sèrie (temporada 5 recurrent) - Patrick Bouchitey: Tristan Bernard, detectiu privat (temporada recurrent 6) - Benjamin Bourgois: Dimitri Ferrant, militar (temporada recurrent 6) - Thierry Gimenez: Alexandre Gorse àlies Argos, excaptor d'Adèle i Camille, i pare d'Ulysse i Diane (temporada convidada 7, temporada recurrent 8) - Nathalie Blanc: una dona maltractada (temporada 2) / Diane Baranski, comissària adjunta i després directora de la presó, filla d'Argos (temporada recurrent 8) - Stella Fenouillet: Éléonore Fournier (temporada recurrent 8) - Alexandra Roth: Claire Chassagne / Lucie Camus, psicòloga especialitzada en màrqueting (convidada temporada 8) - Laurence Oltuski: Capità Anne Combal del DPJ de Marsella (temporada convidada 9) |